# معهد العمل العالمي
معهد العمل العالمي (GLI Network Ltd) في المملكة المتحدة، هو جزء من شبكة دولية من المنظمات التي لا تهدف للربح، وهدفه المعلن هو تعزيز التضامن الدولي بين المنظمات النقابية التجارية والجماعات التابعة لها من أجل الوصول إلى مجتمع عالمي ديمقراطي ومستدام. ومن الأنشطة الرئيسية لمنظمات معهد العمل العالمي تطوير التعليم، إلى جانب بناء القدرات والبحوث حول تنمية الحركة العمالية الدولية، وسياسة المساواة بين الجنسين وإستراتيجيات التنظيم. ويعمل معهد العمل العالمي مع الاتحادات النقابية العالمية، والنقابات التجارية الوطنية والمنظمات غير الحكومية مثل شبكة العولمة والتنظيم لعمل المرأة غير الرسمي (WIEGO) ومنظمة أوكسفام، ويقر المعهد بالالتزام الأيديولوجي للاشتراكية الديمقراطية.

## معلومات تاريخية
تأسس أول معاهد العمل العالمي في جنيف عام 1997، وشغل دان جالين منصب الرئيس بها، ودان جالين هو الأمين العام السابق للاتحاد الدولي لعمال الأغذية والزراعة والفنادق والمطاعم والمقاصف والتبغ وجمعية العمال المتحالفين (IUF) والذي نشر الكثير عن تاريخ ومستقبل الحركة النقابية الدولية. وتتألف شبكة معهد العمل العالمي الدولية من ثلاثة معاهد عمل عالمية. ويتخصص معهد العمل العالمي في جامعة كورنيل في نيويورك في مجالي العمل والبيئة وتنسيق منتدى زعماء العمل الأمريكي للمناخ ونقابات العمال للمبادرة الديمقراطية للطاقة. ويقع مقرا المعهد الثالث والرابع في مانشستر، المملكة المتحدة وفي مركز براكسيس في موسكو بروسيا.

## الأنشطة
يدير معهد العمل العالمي المدرسة الصيفية الدولية في كلية نورثرن في بارنسلي، وهو يجمع النقابيين من مختلف أنحاء العالم لمناقشة ماهية سياسات الحركة النقابية التجارية الدولية وما ينبغي أن تكون. وقد تأسست المدرسة الصيفية الدولية الأولى في يوليو 2012، وتضمنت 86 مشاركًا من 26 دولة مختلفة. وقد تلقى هذا الحدث الثناء في عدد من المنشورات النقابية  وسوف يتم عقد المدرسة الصيفية لعام 2013 في الفترة بين 8إلى 12 يوليو 2013.

## وصلات خارجية
- Global Labour Institute, Geneva
- Global Labor Institute, New York
- Global Labour Institute, UK
- Praxis Center, Moscow